# تسويوشي كيكوتشي
تسويوشي كيكوتشي (باليابانية: 菊地毅؛ بالكانا: きくち つよし) هو مصارع محترف ياباني، ولد في 21 نوفمبر 1964 في سنداي في اليابان.

## روابط خارجية
- تسويوشي كيكوتشي على موقع CageMatch worker (الإنجليزية)
- تسويوشي كيكوتشي على موقع قاعدة بيانات المصارعة على الإنترنت (الإنجليزية)